# Trasimeense Meer
Het Trasimeense Meer (ook wel Trasumeense Meer, Italiaans: Lago Trasimeno) ligt 15 kilometer ten westen van de stad Perugia in de Italiaanse regio Umbrië tussen de plaatsen Tuoro sul Trasimeno, Passignano sul Trasimeno, Magione en Castiglione del Lago.
Het meer ligt op 258 meter boven de zeespiegel. De oppervlakte meet 128 km², de maximale diepte is ongeveer 7 meter. Het meer wordt door regen en kleine stroompjes gevoed. Het is een endoreïsch meer, een meer dat geen afvoer naar zee heeft. Het is, na het Gardameer, Lago Maggiore en Comomeer, het grootste meer van Italië en tevens het grootste meer op het Apennijns schiereiland.
In het Trasimeense Meer liggen drie eilandjes: Isola Maggiore, Isola Minore en Isola Polvese. De belangrijkste plaats voor het toerisme is Castiglione del Lago.
In 217 v.Chr. vond aan de noordkant van het meer een veldslag plaats tussen Hannibal en de Romeinen, de Slag bij het Trasimeense Meer.